# Lovászhetény
Lovászhetény (németül: Laßhetting) község Baranya vármegyében, a Pécsváradi járásban.

## Fekvése
Pécsváradtól 4 kilométerre keletre, míg Pécstől 21 kilométerre északkeletre található, a Geresdi-dombságon belül.
Központjától különálló, attól légvonalban jó másfél, közúton bő két és fél kilométerre északra fekvő településrésze az egykor önálló (saját kápolnával és temetővel is rendelkező) Pusztakisfalu.
A falu közepén egy mély árok húzódik, amely Pécsvárad irányában elsekélyesedik, a helybeliek ezt csak "gödör"-nek nevezik. Az idősebbek emlékezete szerint a Gödörben lévő kutak a legnagyobb szárazságban is bővizűek voltak; csakúgy, mint az itt található két forrás, melyek közül az egyiket mára elfalazták.

### Megközelítése
A település ma csak közúton érhető el, Pécsvárad és Mohács, illetve az M6-os autópálya felől egyaránt az 5606-os úton. Erről az útról letérve érhető el Pusztakisfalu is, egy számozatlan, alsóbbrendű önkormányzati úton.
A 2000-es évekbeli megszüntetéséig érintette a Pécs–Bátaszék-vasútvonal is, de a vasútnak – úgy tűnik – sosem volt megállóhelye Lovászhetény határai közt, így nem lehetett túl jelentős szerepe a község életében.

## Története
A község neve először a pécsváradi apátság 1015-ben keletkezett alapító levelében szerepel, majd 1292-1297 között bukkan fel Luszhetyn alakban. Feltételezések szerint a 7-es számnév szerepel a névben, de más feltevések szerint a "-hetény" helynevek valamilyen népcsoporthoz kapcsolódnak. A Lovász előtag utalhat arra, hogy a falu lovakkal teljesített szolgálatot, vagy azzal adózott.
Ebben a régióban, a bronzkor késői szakaszában (i. e. 1300-800 között), halomsíros, és urnasíros kultúrák népei lakták, ez bizonyítják a Lovászheténytől délkeletre vezető kövesút közelében előkerült leletek. Találtak még a rómaiak korából érméket és bronztárgyakat, valamint késő római sírokat is feltártak.
Már a 14. században önálló plébániája volt, amelyhez valószínűleg fa, vagy nagyobbrészt fából készült templom is tartozott.
A török időkben is lakott volt a község, ekkor lakói csak magyarok voltak, a törökök kiűzése után azonban németek is letelepedtek, és 1754-ben építették fel az új templomot, amely a 19. században leégett. A romok helyén 1892-ben új templom épült, mint elődjét ezt is Szent Márton tiszteletére szentelték fel. 2006-ban kapta meg az országos műemléki védettséget. A lakosság 90%-a katolikus vallású.

## Közélete

### Polgármesterei
- 1990–1994: Áman András (független)[3]
- 1994–1998: Áman András (független)[4]
- 1998–2002: Kapoli Mihály (független)[5]
- 2002–2006: Kapoli Mihály (független)[6]
- 2006–2010: Kapoli Mihály (független)[7]
- 2010–2014: Winkler Roland (független)[8]
- 2014–2019: Winkler Roland (független)[9]
- 2019–2024: Winkler Roland (független)[10]
- 2024– : Winkler Roland (független)[1]

## Népesség
A település népességének változása:
| Lakosok száma | 290  | 302  | 304  | 301  | 313  | 278  | 284  | 268  |
|               | 2013 | 2014 | 2015 | 2019 | 2021 | 2022 | 2023 | 2024 |

A 2011-es népszámlálás során a lakosok 91,4%-a magyarnak, 0,4% cigánynak, 0,4% horvátnak, 9,4% németnek mondta magát (8,6% nem nyilatkozott; a kettős identitások miatt a végösszeg nagyobb lehet 100%-nál). A vallási megoszlás a következő volt: római katolikus 60,7%, református 2,6%, evangélikus 0,7%, felekezeten kívüli 3,4% (31,8% nem nyilatkozott).
2022-ben a lakosság 92,8%-a vallotta magát magyarnak, 20,5% németnek, 1,1% cigánynak, 0,4% horvátnak, 1,1% egyéb, nem hazai nemzetiségűnek (7,2% nem nyilatkozott; a kettős identitások miatt a végösszeg nagyobb lehet 100%-nál). Vallásuk szerint 57,6% volt római katolikus, 2,2% református, 1,1% görög katolikus, 0,4% egyéb katolikus, 9,7% felekezeten kívüli (28,8% nem válaszolt).

## Nevezetességei
- Szent Márton római katolikus templom
- Horgásztó